# كمال (اسم)
كمال هو اسم علم مذكر من أصل عربي، ومعناه هو التمام، وهو اسم مصدر يدل على تمام الشيء.

## شخصيات تحمل الاسم
- كمال الجنزوري (رئيس وزراء مصر السابق، 12 يناير 1933 – )
- كمال الخجندي (1321 – 1400)
- كمال الدين بهزاد (فنان إيراني، 1450 – 1535)
- كمال الملك (فنان إيراني، 29 سبتمبر 1847 – 18 أغسطس 1940)
- كمال جنبلاط (سياسي لبناني، 6 ديسمبر 1917 – 16 مارس 1977[4])
- كمال حسن (ممثل هندي، 7 نوفمبر 1954 – )
- كمال داود (كاتب جزائري، 17 يونيو 1970[5][6] – )
- كمال ريس (1451 – 1511[7])
- كمال غيلاس (لاعب كرة قدم فرنسي، 9 مارس 1984 – )
- كمال قلجدار أوغلي (سياسي تركي، 17 ديسمبر 1948 – )
- كمال الحيدري (عالم دين شيعي، 1 يناير 1956 _)

## وصلات خارجية
- موسوعة السلطان قابوس لأسماء العرب نسخة محفوظة 5 أبريل 2019 على موقع واي باك مشين.